# Seznam letadlových lodí ve službě

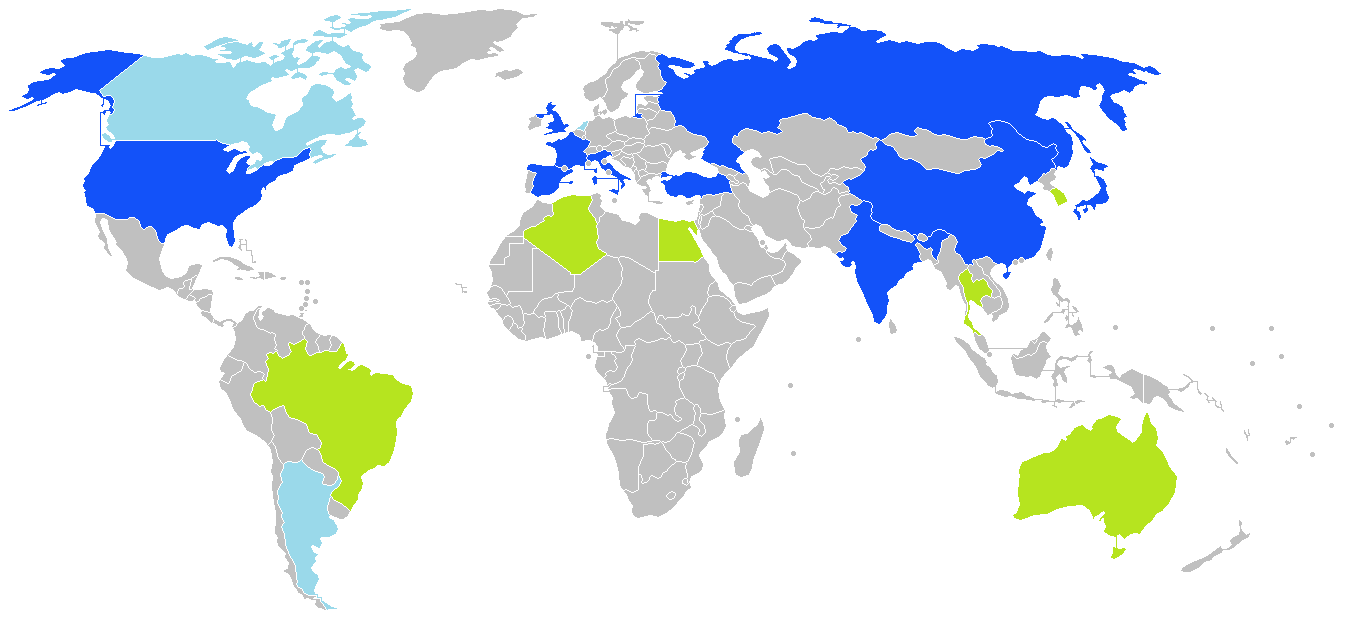
Země, které vlastní letadlové lodě (8)
Země, které vlastní vrtulníkové výsadkové lodě / nosiče vrtulníků (6)
Země, které vlastnily letadlové lodě (3)

Porovnání některých letadlových lodí

Seznam letadlových lodí ve službě obsahuje všechny letadlové lodě, vrtulníkové výsadkové lodě a nosiče vrtulníků, které slouží v aktivní službě u námořnictva jakékoli země na světě.

## Souhrn
Tabulka níže obsahuje počty letadlových lodí podle států:
| Stát               | Námořnictvo                                    | Ve službě | Ve zkouškách | Ve stavbě | Objednáno |
| ------------------ | ---------------------------------------------- | --------- | ------------ | --------- | --------- |
| Čína               | Námořnictvo Čínské lidové osvobozenecké armády | 2         | 1            | 0         | 0         |
| Francie            | Francouzské námořnictvo                        | 1         | 0            | 0         | 0         |
| Indie              | Indické námořnictvo                            | 2         | 0            | 0         | 0         |
| Itálie             | Italské námořnictvo                            | 2         | 0            | 0         | 0         |
| Rusko              | Námořnictvo Ruské federace                     | 1         | 0            | 0         | 0         |
| Spojené království | Britské královské námořnictvo                  | 2         | 0            | 0         | 0         |
| Thajsko            | Thajské královské námořnictvo                  | 1         | 0            | 0         | 0         |
| USA                | Námořnictvo Spojených států amerických         | 11        | 1            | 2         | 1         |

Tabulka níže obsahuje počty vrtulníkových výsadkových lodí a nosičů vrtulníků podle států:
| Stát        | Námořnictvo                                    | Ve službě | Ve zkouškách | Ve stavbě | Objednáno |
| ----------- | ---------------------------------------------- | --------- | ------------ | --------- | --------- |
| Austrálie   | Australské královské námořnictvo               | 2         | 0            | 0         | 0         |
| Brazílie    | Brazilské námořnictvo                          | 1         | 0            | 0         | 0         |
| Čína        | Námořnictvo Čínské lidové osvobozenecké armády | 2         | 1            | 0         | 0         |
| Egypt       | Egyptské námořnictvo                           | 2         | 0            | 0         | 0         |
| Francie     | Francouzské námořnictvo                        | 3         | 0            | 0         | 0         |
| Itálie      | Italské námořnictvo                            | 0         | 1            | 0         | 0         |
| Japonsko    | Japonské námořní síly sebeobrany               | 4         | 0            | 0         | 0         |
| Jižní Korea | Námořnictvo Korejské republiky                 | 2         | 0            | 0         | 0         |
| Rusko       | Námořnictvo Ruské federace                     | 0         | 0            | 2         | 0         |
| Španělsko   | Španělské námořnictvo                          | 1         | 0            | 0         | 0         |
| Turecko     | Turecké námořnictvo                            | 0         | 1            | 0         | 0         |
| USA         | Námořnictvo Spojených států amerických         | 9         | 0            | 1         | 1         |

## Australské královské námořnictvo

### Australské vrtulníkové výsadkové lodě

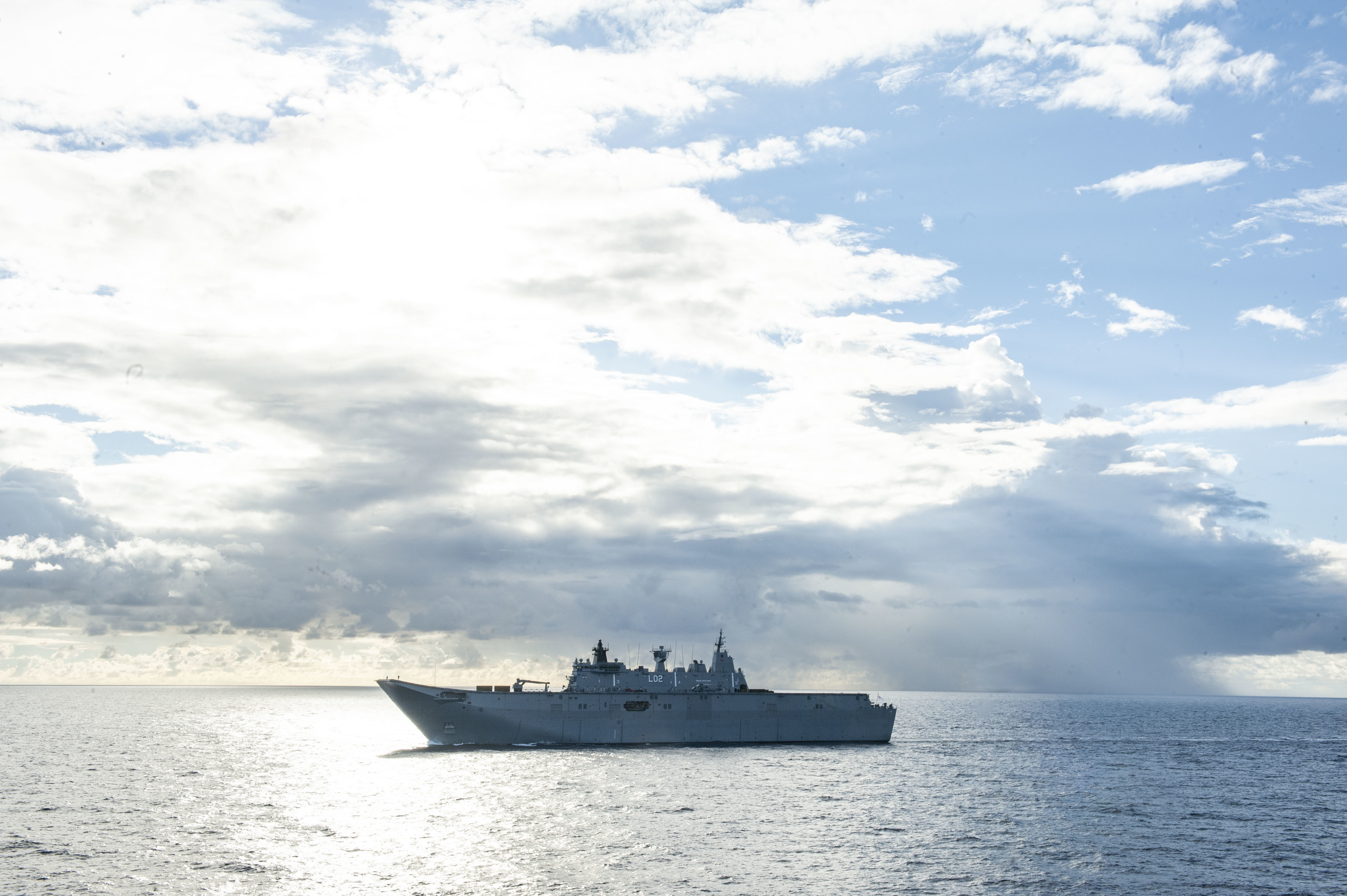
HMAS Canberra (LHD-02)

| Název                  | Status  |
| ---------------------- | ------- |
| HMAS Adelaide (LHD-01) | aktivní |
| HMAS Canberra (LHD-02) | aktivní |

## Brazilské námořnictvo

### Brazilské nosiče vrtulníků

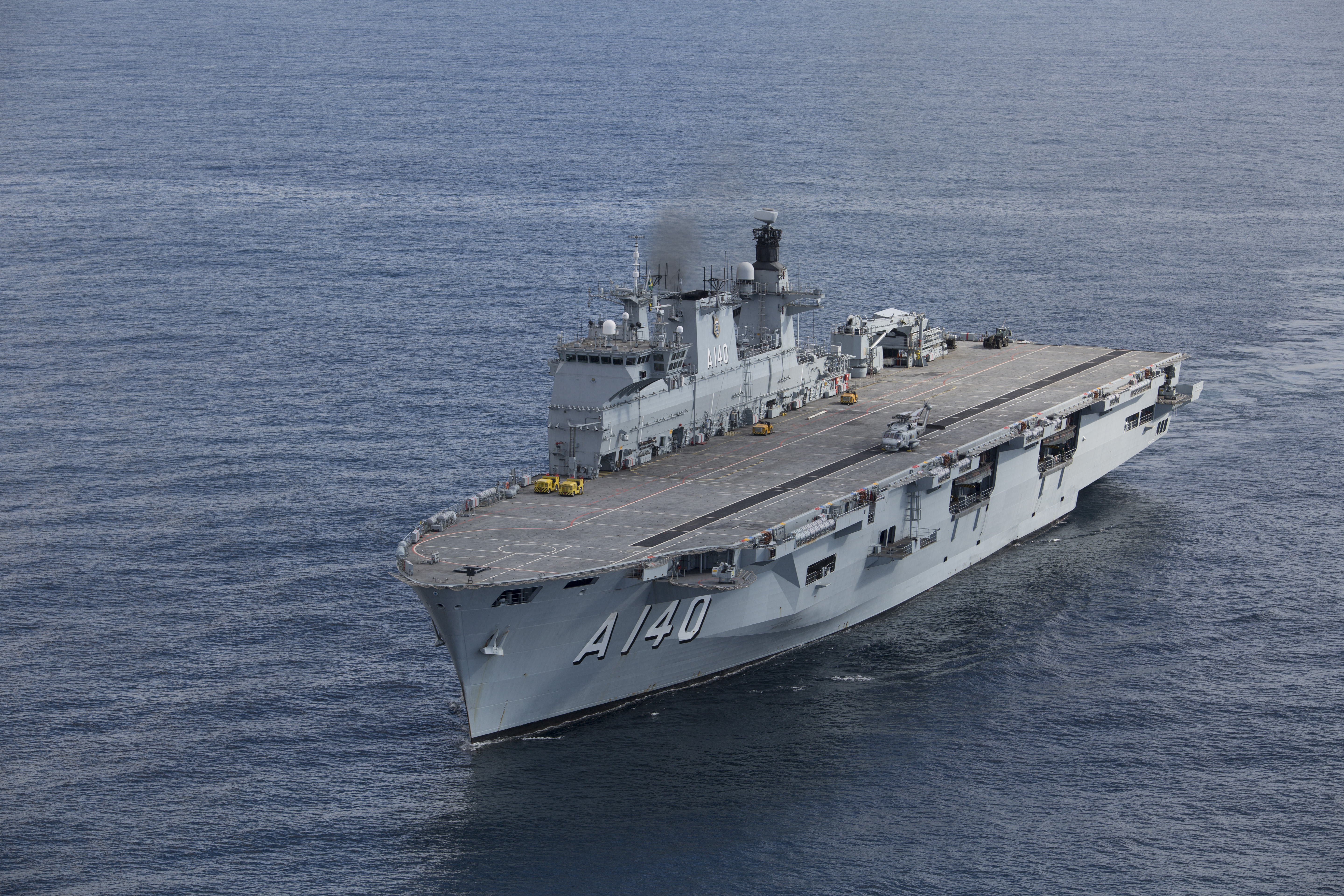
Atlântico (A140)

| Název            | Status  |
| ---------------- | ------- |
| Atlântico (A140) | aktivní |

## Britské královské námořnictvo

### Britské letadlové lodě

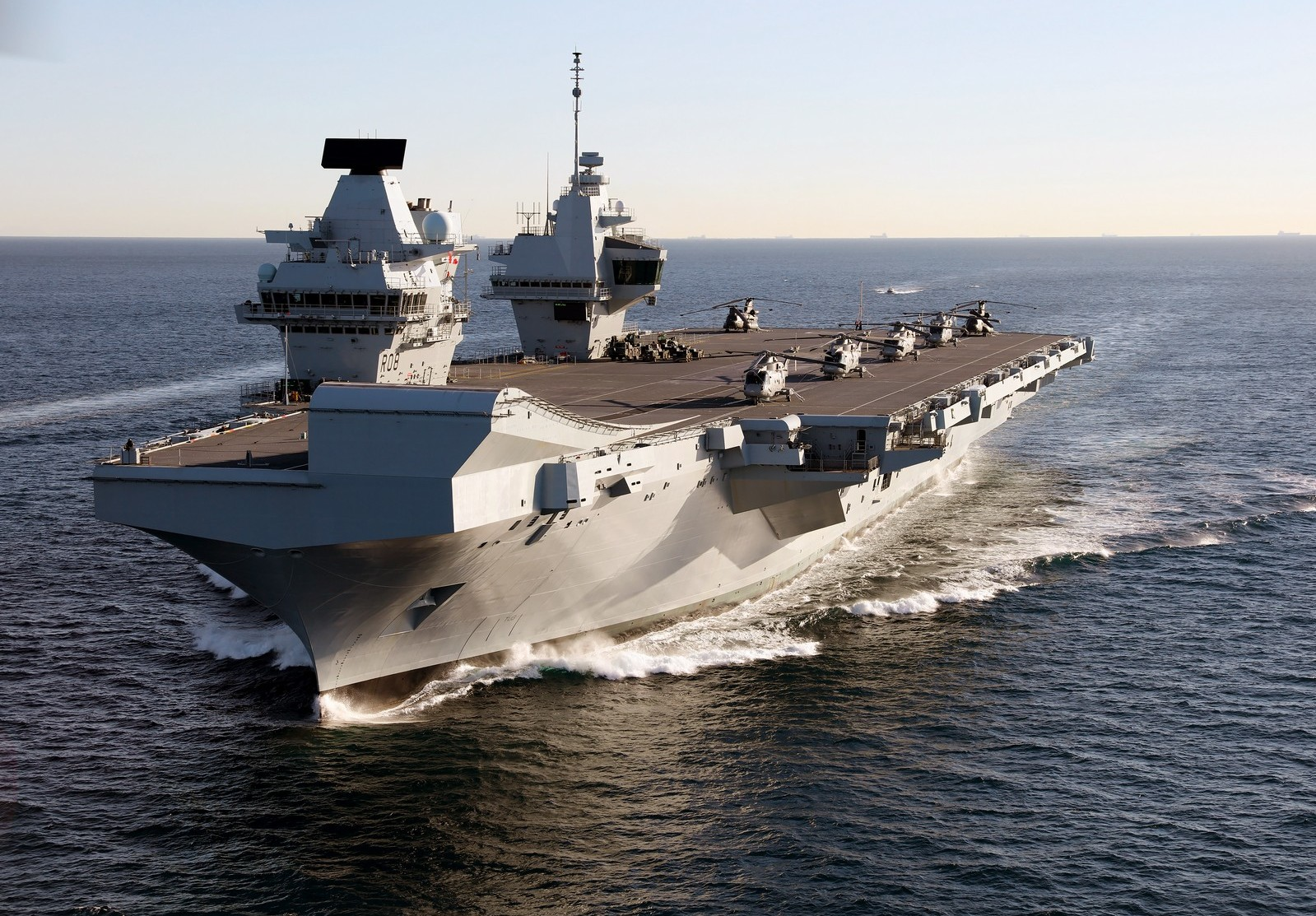
HMS Queen Elizabeth (R08)

| Název                     | Status  |
| ------------------------- | ------- |
| HMS Queen Elizabeth (R08) | aktivní |
| HMS Prince of Wales (R09) | aktivní |

## Egyptské námořnictvo

### Egyptské vrtulníkové výsadkové lodě

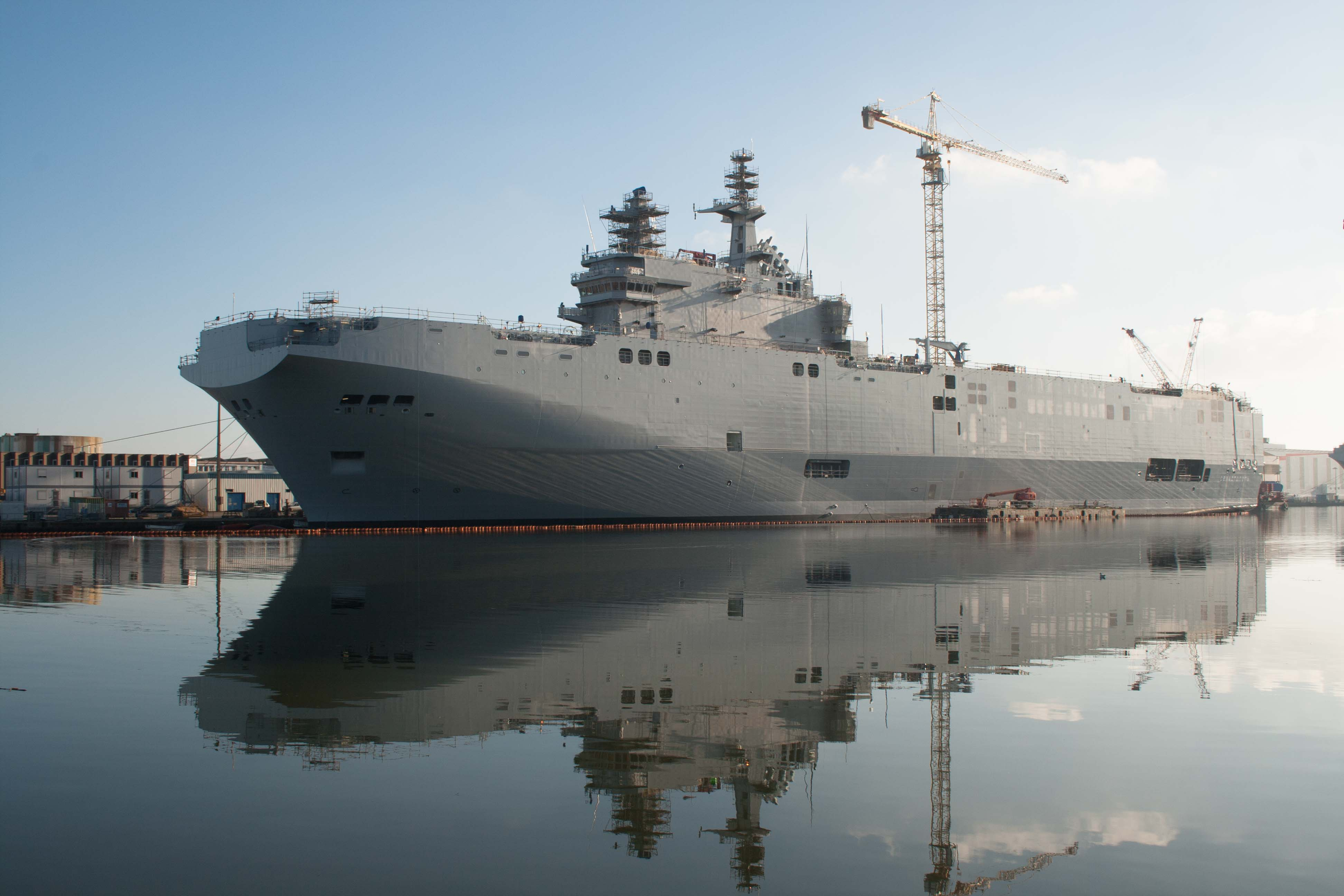
Anwar El Sadat (L1020)

| Název                      | Status  |
| -------------------------- | ------- |
| Gamal Abdel Nasser (L1010) | aktivní |
| Anwar El Sadat (L1020)     | aktivní |

## Francouzské námořnictvo

### Francouzské letadlové lodě

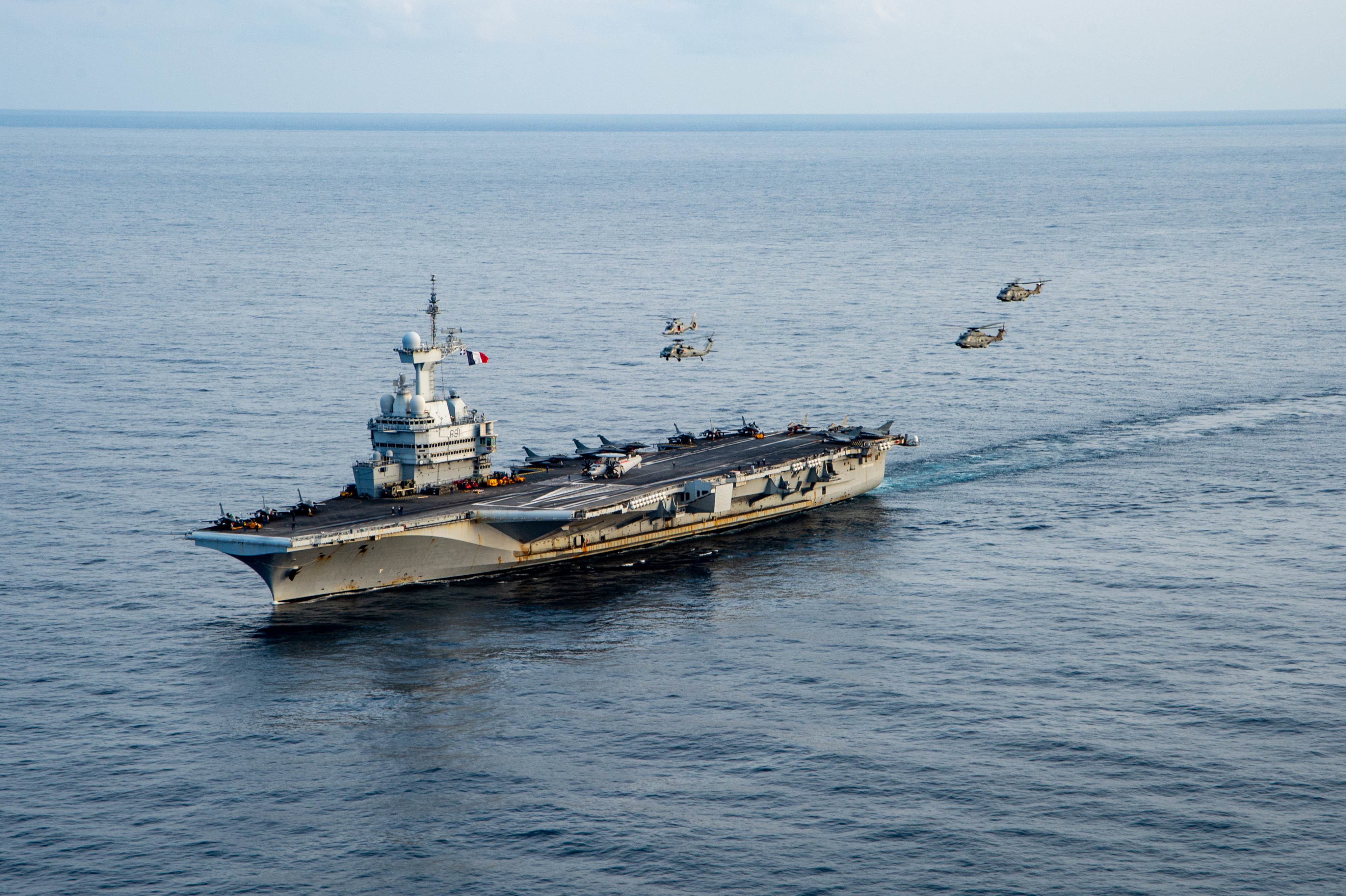
Charles de Gaulle (R91)

| Název                   | Status  |
| ----------------------- | ------- |
| Charles de Gaulle (R91) | aktivní |

### Francouzské vrtulníkové výsadkové lodě

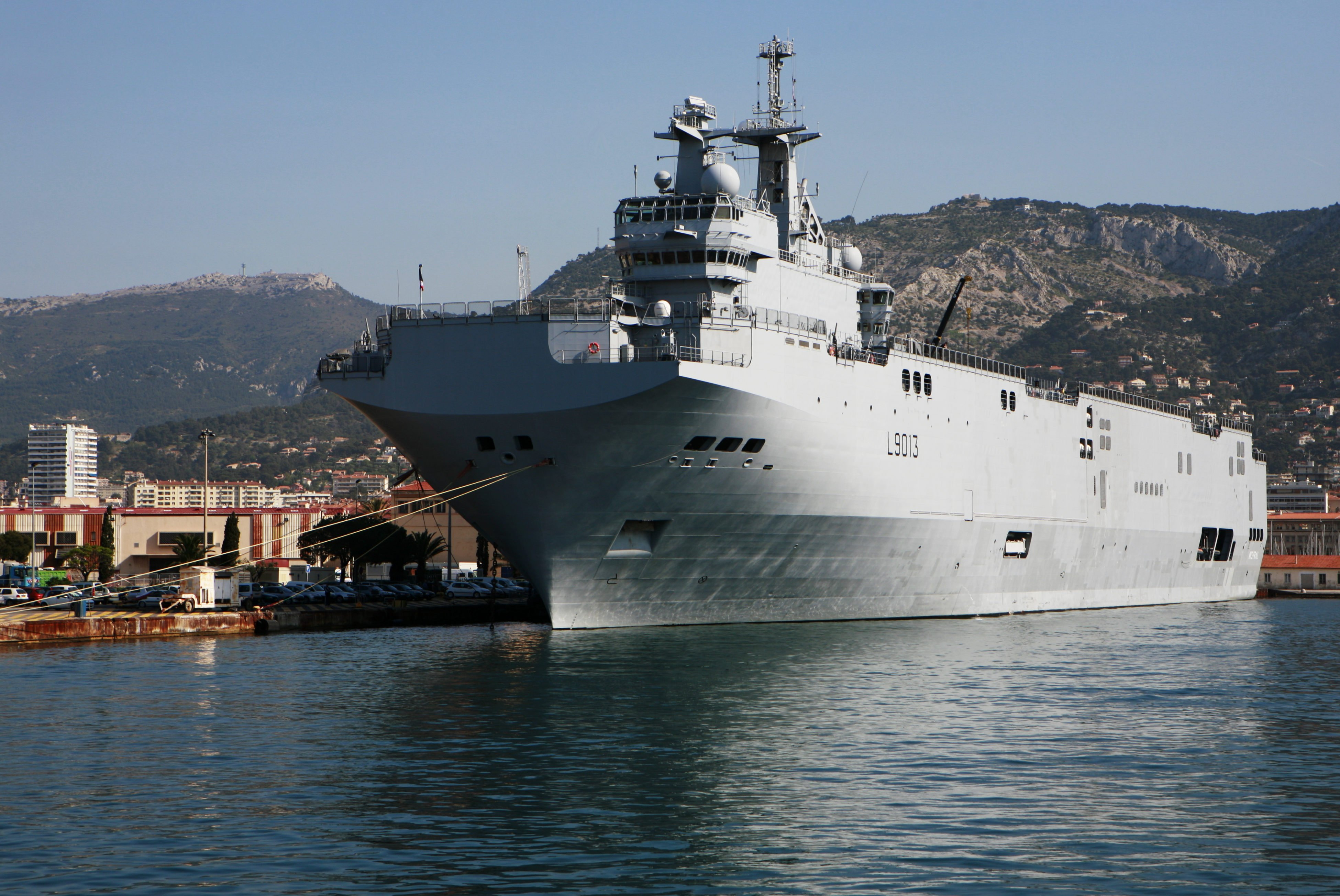
Mistral (L9013)

| Název            | Status  |
| ---------------- | ------- |
| Mistral (L9013)  | aktivní |
| Tonnerre (L9014) | aktivní |
| Dixmude (L9015)  | aktivní |

## Indické námořnictvo

### Indické letadlové lodě

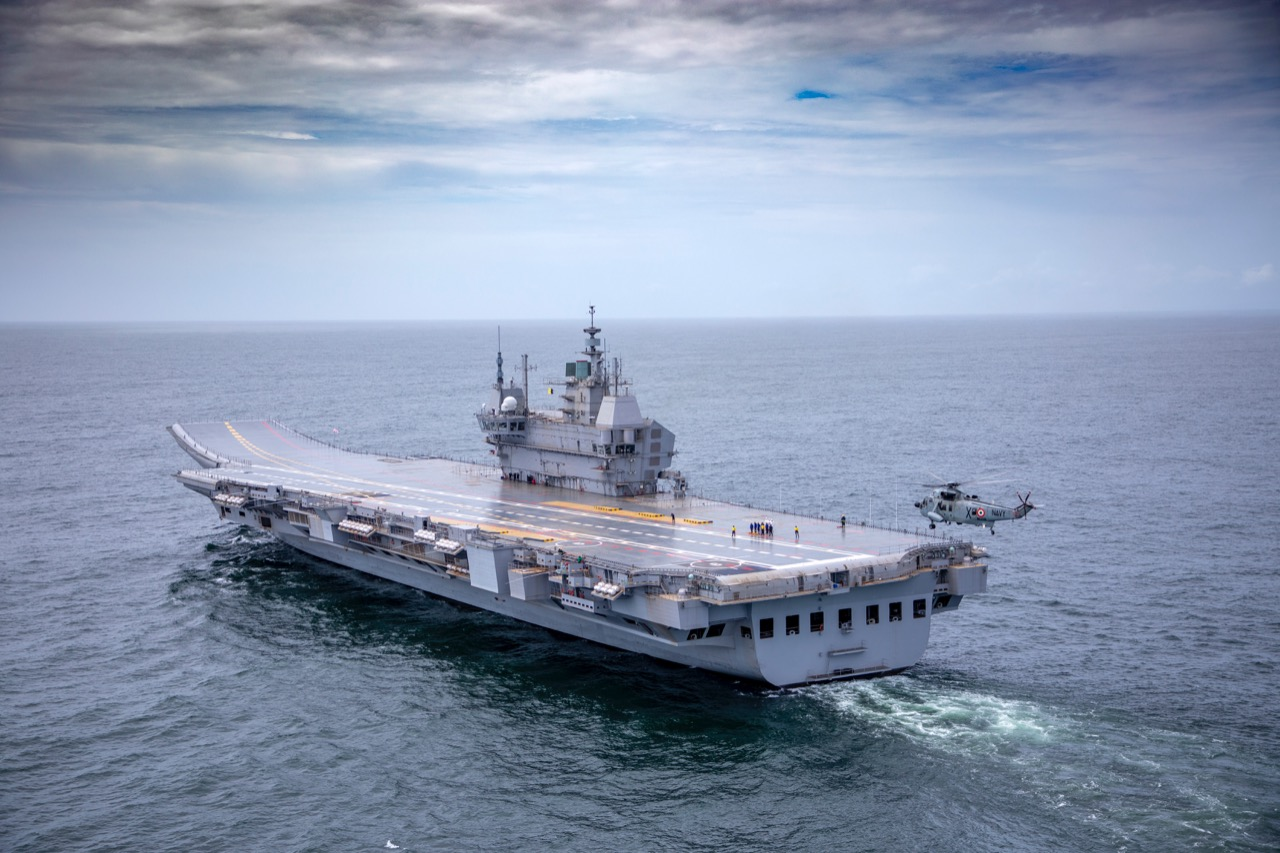
INS Vikrant

| Název            | Status  |
| ---------------- | ------- |
| INS Vikramaditya | aktivní |
| INS Vikrant      | aktivní |

## Italské námořnictvo

### Italské letadlové lodě

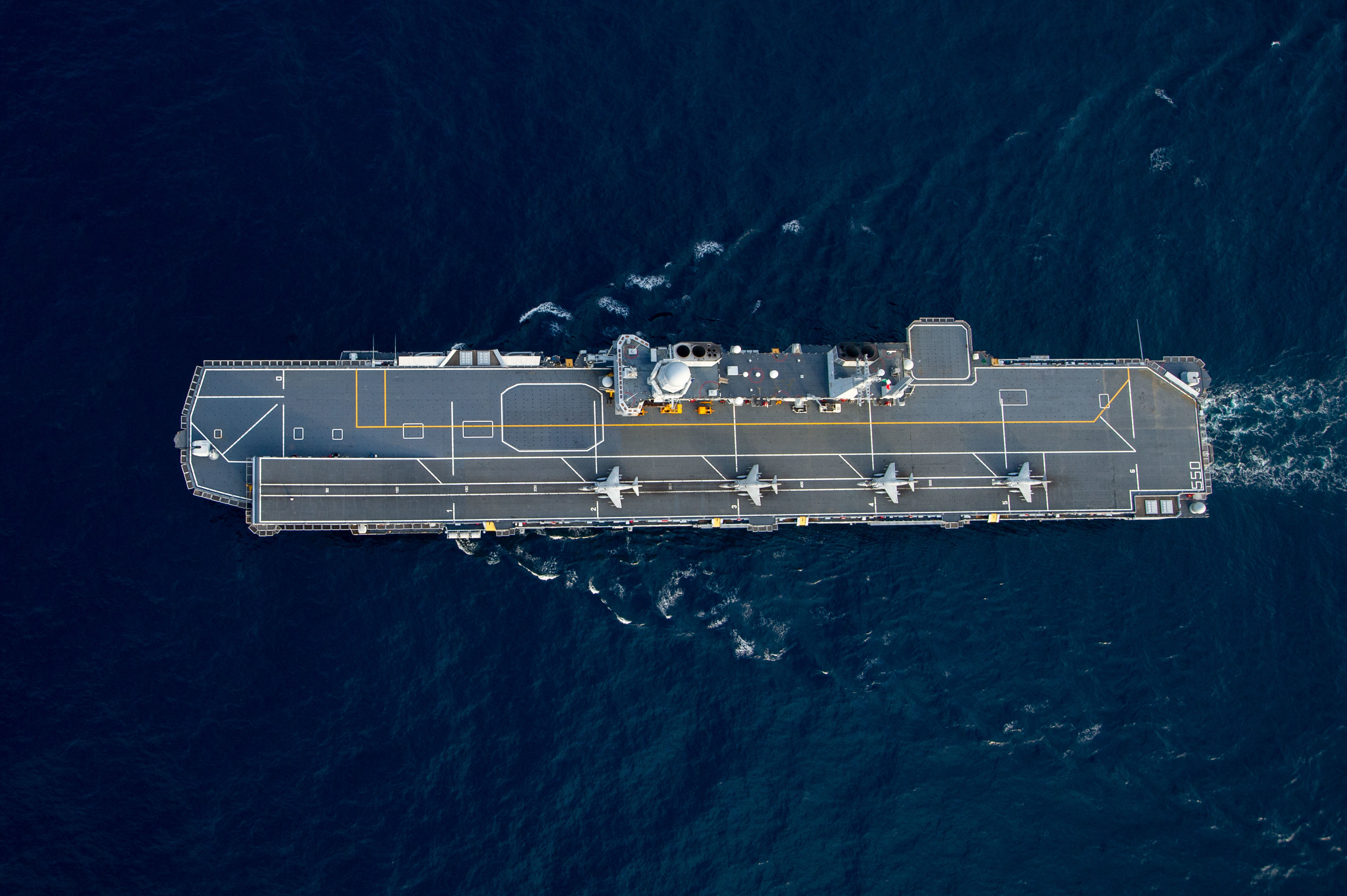
Cavour (C550)

| Název         | Status  |
| ------------- | ------- |
| Cavour (C550) | aktivní |

### Italské vrtulníkové výsadkové lodě

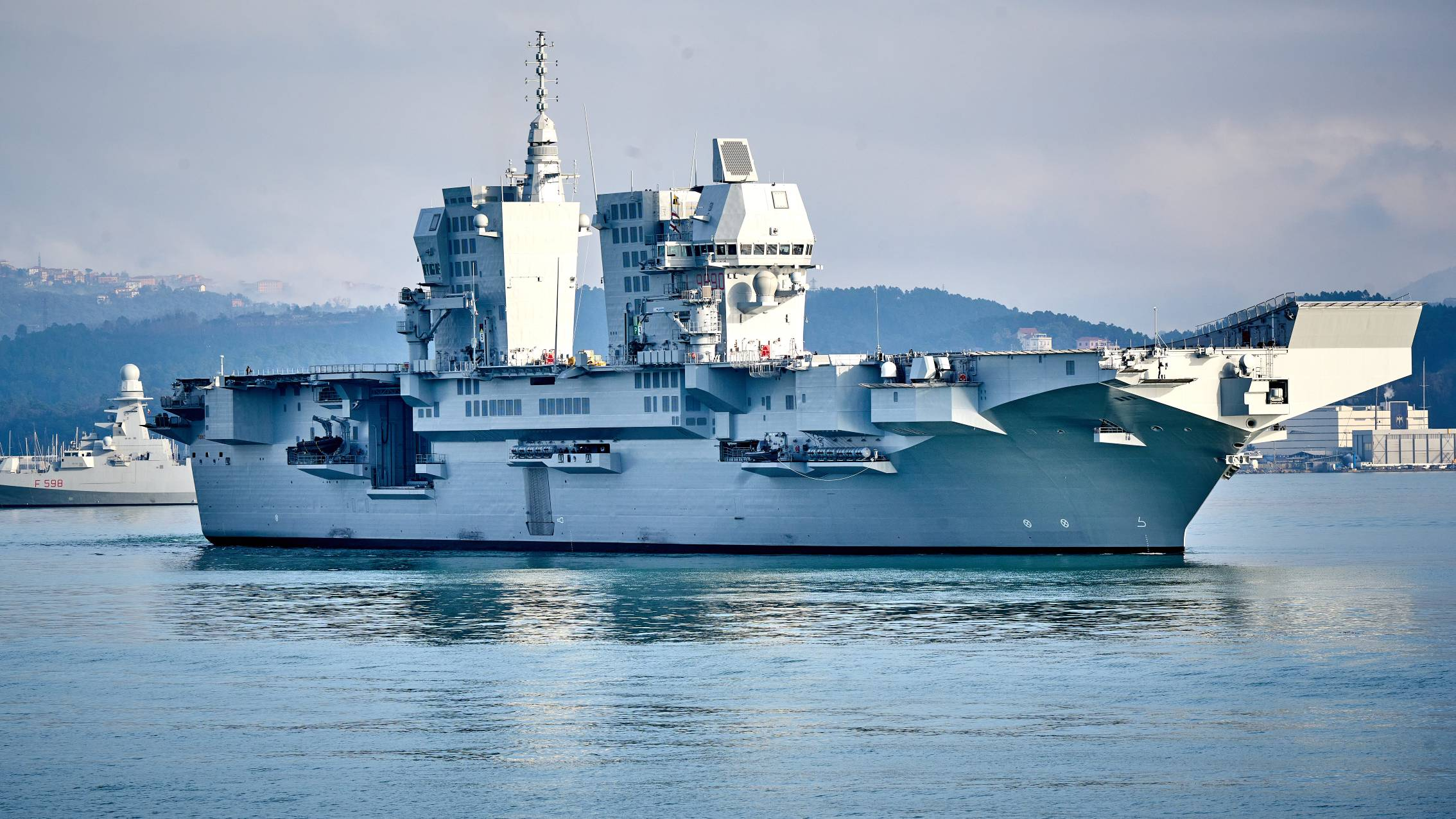
Trieste (L9890)

| Název           | Status  |
| --------------- | ------- |
| Trieste (L9890) | aktivní |

## Japonské námořní síly sebeobrany

### Japonské nosiče vrtulníků

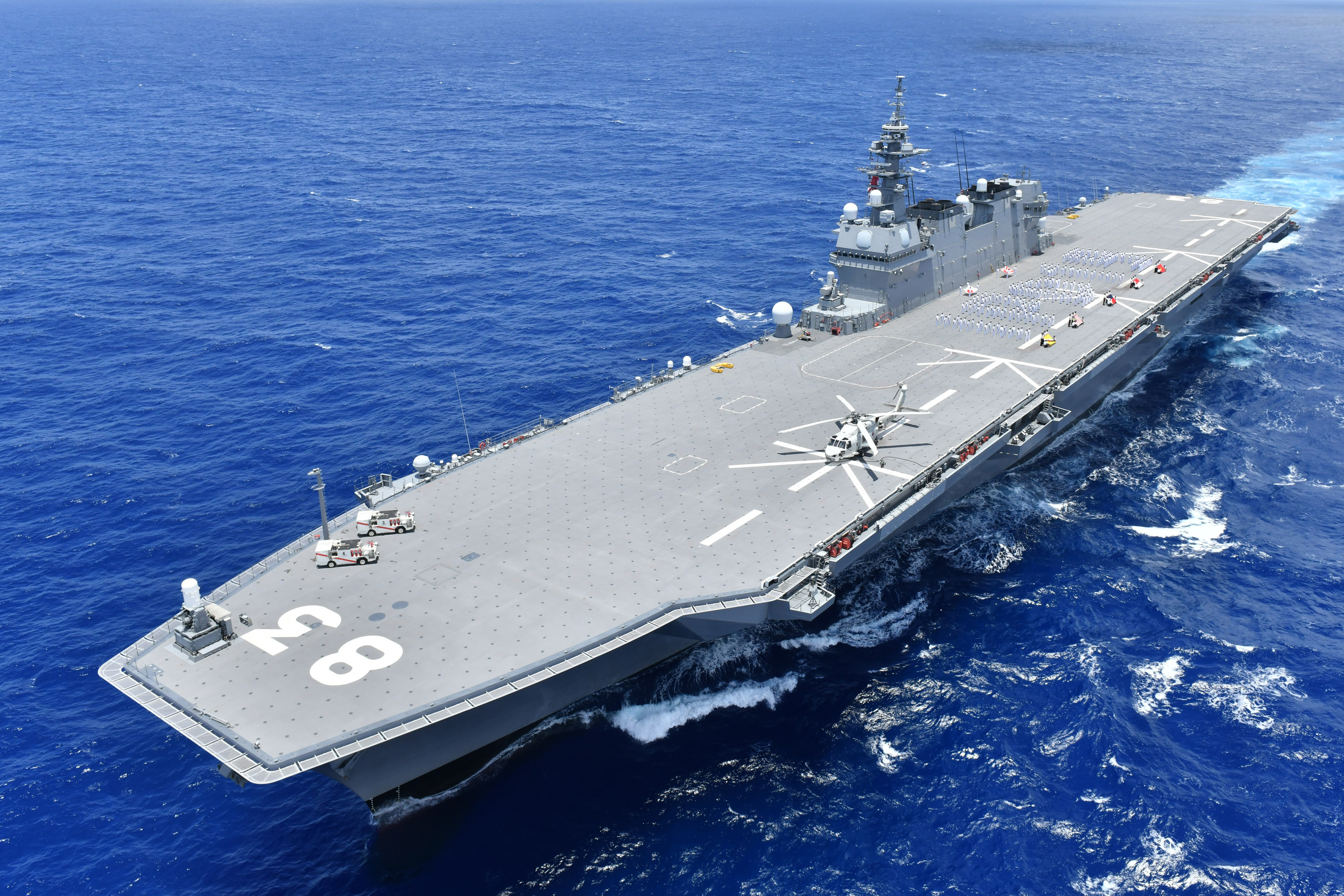
Izumo (DDH-183)

| Název           | Status  |
| --------------- | ------- |
| Hjúga (DDH-181) | aktivní |
| Ise (DDH-182)   | aktivní |
| Izumo (DDH-183) | aktivní |
| Kaga (DDH-184)  | aktivní |

## Námořnictvo Čínské lidové osvobozenecké armády

### Čínské letadlové lodě

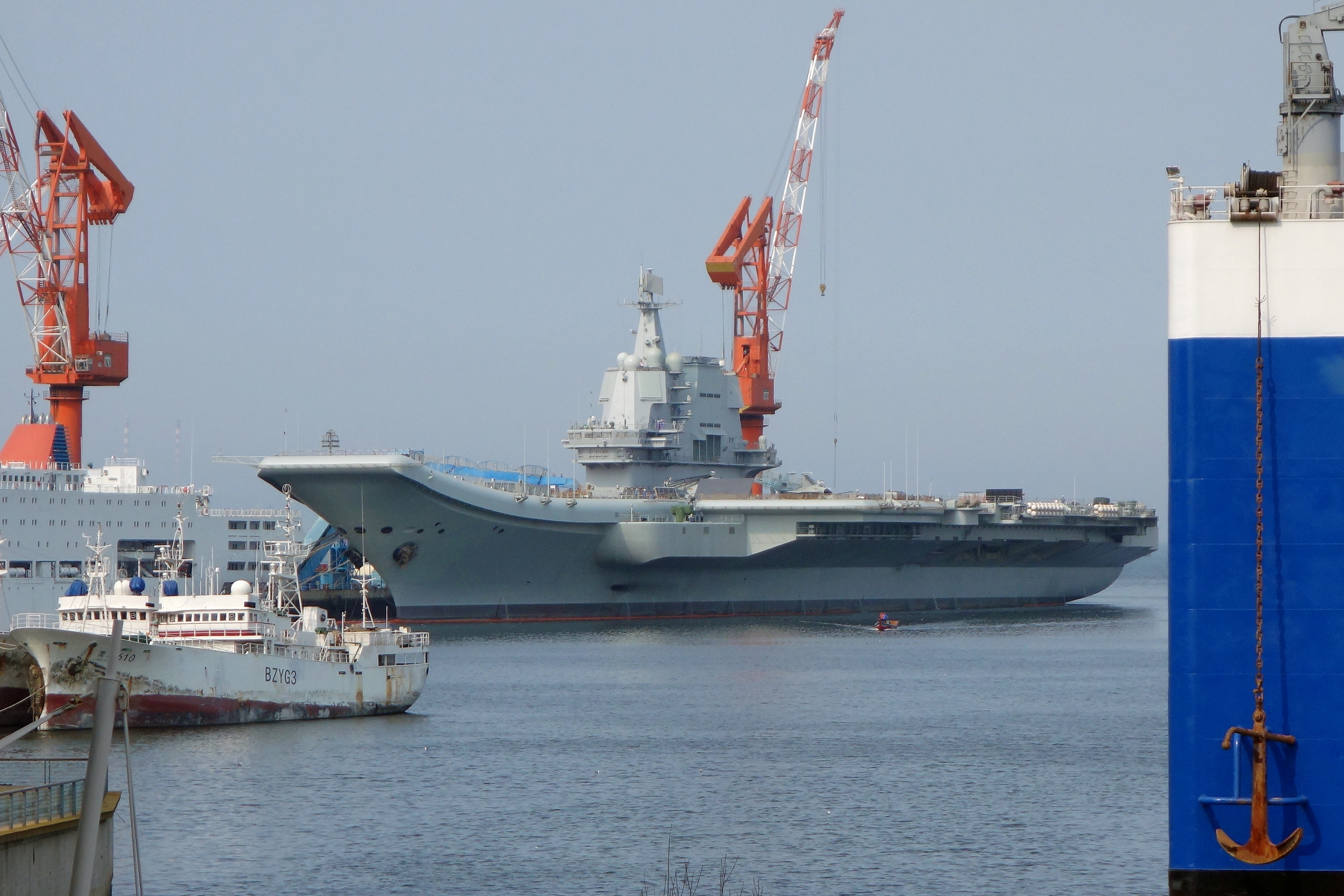
Šan-tung

| Název     | Status  |
| --------- | ------- |
| Liao-ning | aktivní |
| Šan-tung  | aktivní |
| Fu-ťien   | zkoušky |

### Čínské vrtulníkové výsadkové lodě

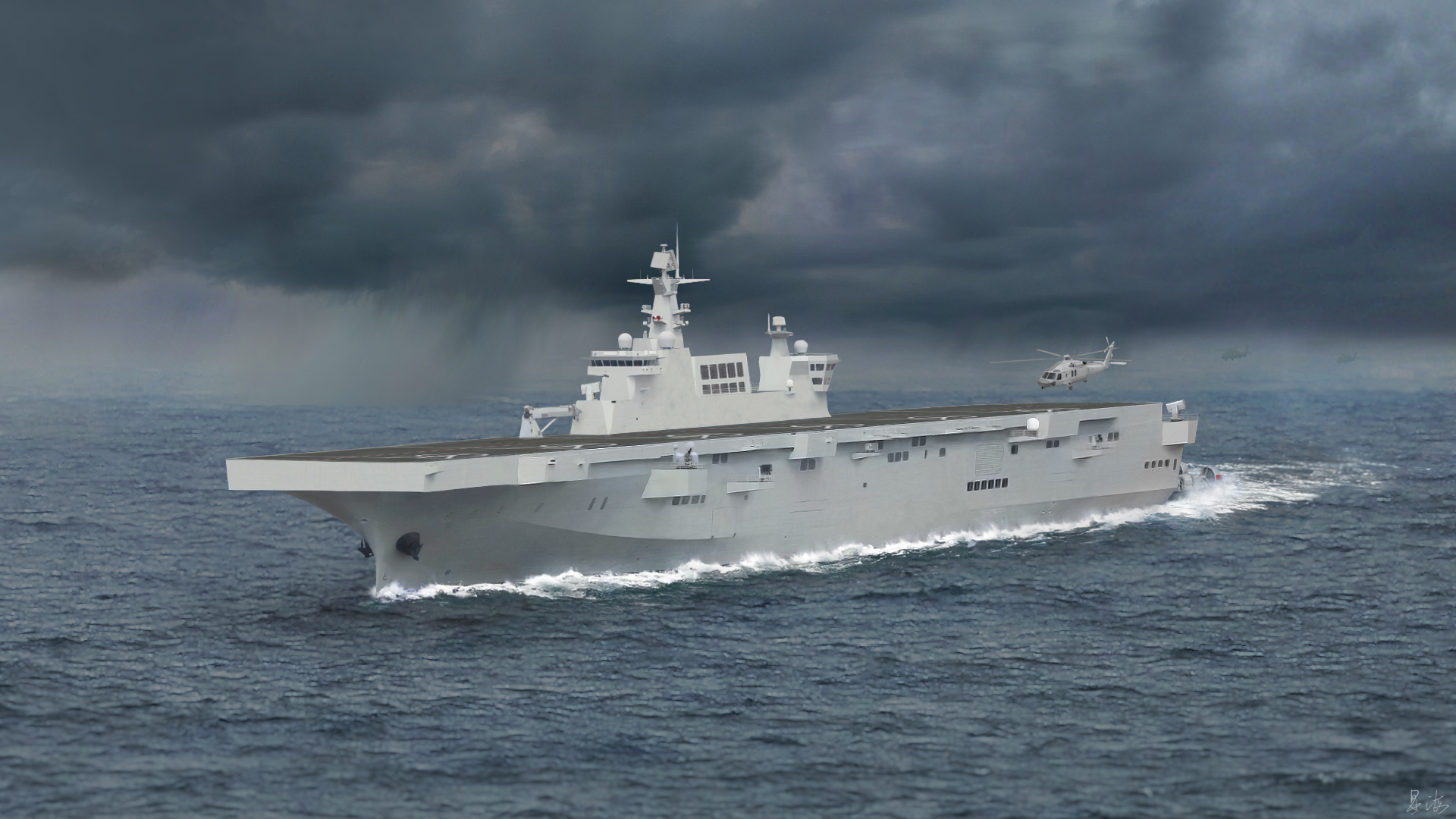
Vrtulníková výsadková loď třída Jü-šen

| Název         | Status  |
| ------------- | ------- |
| Chaj-nan (31) | aktivní |
| Kuang-si (32) | aktivní |
| ?             | zkoušky |

## Námořnictvo Korejské republiky

### Korejské vrtulníkové výsadkové lodě

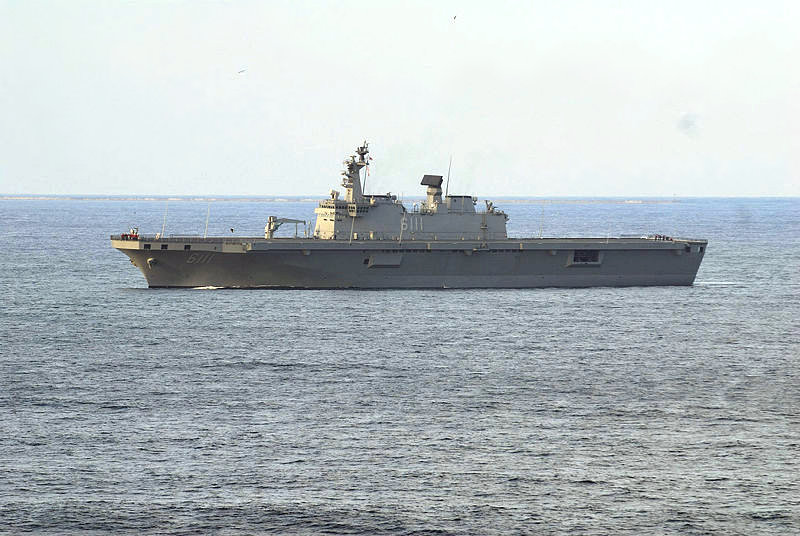
Tokdo (LPH-6111)

| Název             | Status  |
| ----------------- | ------- |
| Tokdo (LPH-6111)  | aktivní |
| Marado (LPH-6112) | aktivní |

## Námořnictvo Ruské federace

### Ruské letadlové lodě

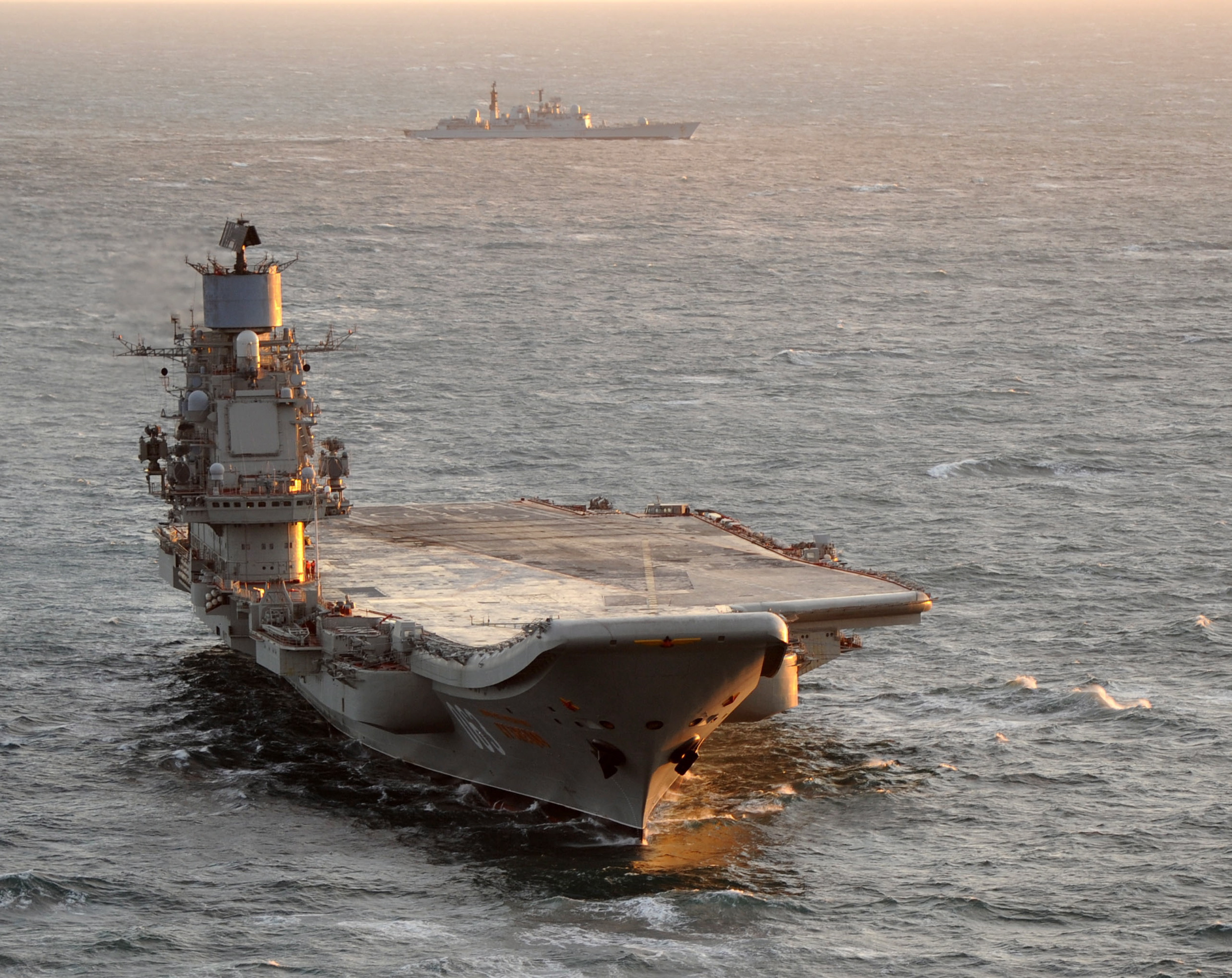
Admiral Kuzněcov

| Název            | Status   |
| ---------------- | -------- |
| Admiral Kuzněcov | v opravě |

### Ruské vrtulníkové výsadkové lodě
| Název               | Status    |
| ------------------- | --------- |
| Ivan Rogov          | ve stavbě |
| Mitrofan Moskalenko | ve stavbě |

## Námořnictvo Spojených států amerických

### Americké letadlové lodě

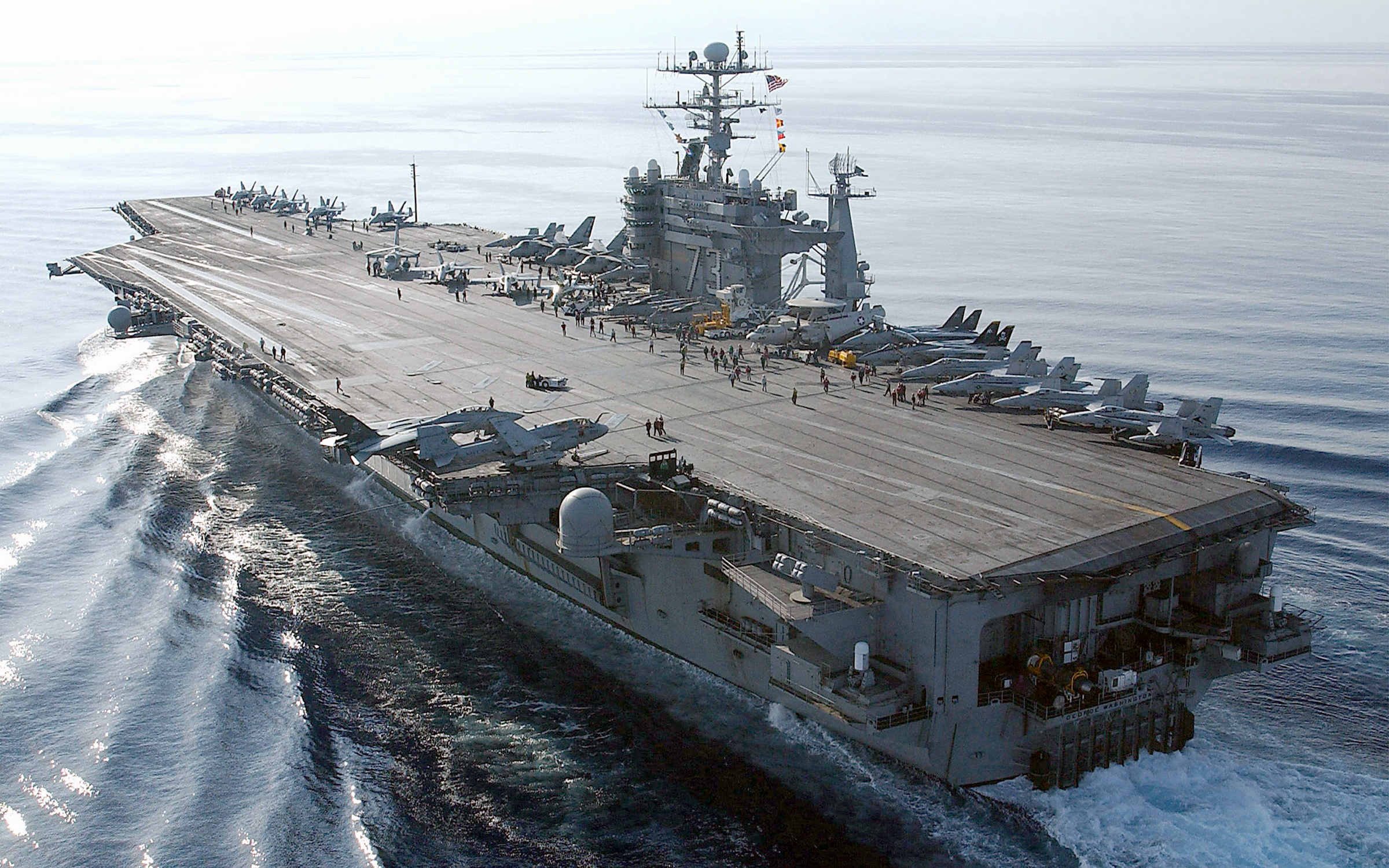
USS George Washington (CVN-73)

| Název                             | Status    |
| --------------------------------- | --------- |
| USS Nimitz (CVN-68)               | aktivní   |
| USS Dwight D. Eisenhower (CVN-69) | aktivní   |
| USS Carl Vinson (CVN-70)          | aktivní   |
| USS Theodore Roosevelt (CVN-71)   | aktivní   |
| USS Abraham Lincoln (CVN-72)      | aktivní   |
| USS George Washington (CVN-73)    | aktivní   |
| USS John C. Stennis (CVN-74)      | aktivní   |
| USS Harry S. Truman (CVN-75)      | aktivní   |
| USS Ronald Reagan (CVN-76)        | aktivní   |
| USS George H. W. Bush (CVN-77)    | aktivní   |
| USS Gerald R. Ford (CVN-78)       | aktivní   |
| USS John F. Kennedy (CVN-79)      | zkoušky   |
| USS Enterprise (CVN-80)           | ve stavbě |
| USS Doris Miller (CVN-81)         | ve stavbě |
| (CVN-82)                          | objednána |

### Americké vrtulníkové výsadkové lodě

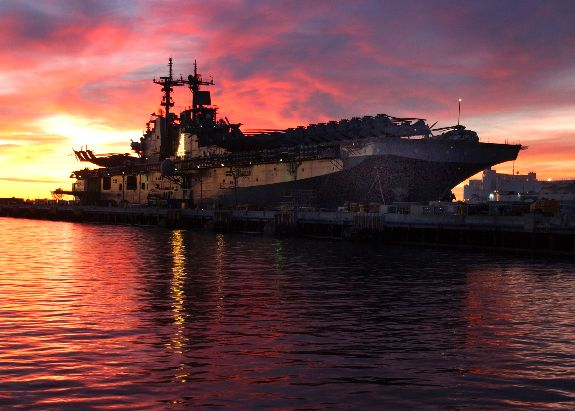
USS Boxer (LHD-4)

| Název                    | Status    |
| ------------------------ | --------- |
| USS Wasp (LHD-1)         | aktivní   |
| USS Essex (LHD-2)        | aktivní   |
| USS Kearsarge (LHD-3)    | aktivní   |
| USS Boxer (LHD-4)        | aktivní   |
| USS Bataan (LHD-5)       | aktivní   |
| USS Iwo Jima (LHD-7)     | aktivní   |
| USS Makin Island (LHD-8) | aktivní   |
| USS America (LHA-6)      | aktivní   |
| USS Tripoli (LHA-7)      | aktivní   |
| USS Bougainville (LHA-8) | ve stavbě |
| (LHA-9)                  | objednána |

## Španělské námořnictvo

### Španělské vrtulníkové výsadkové lodě

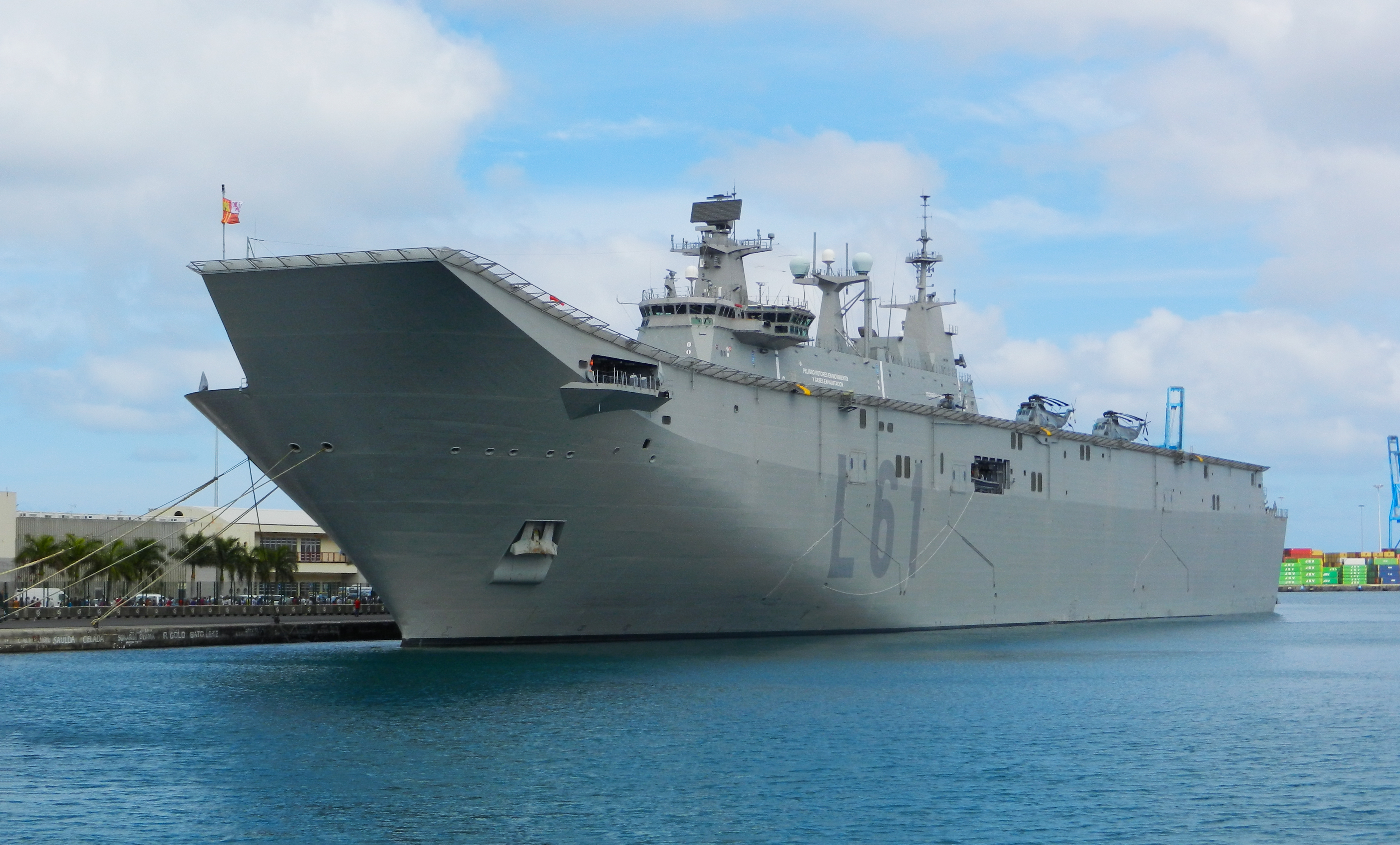
Juan Carlos I (L-61)

| Název                | Status  |
| -------------------- | ------- |
| Juan Carlos I (L-61) | aktivní |

## Thajské královské námořnictvo

### Thajské letadlové lodě

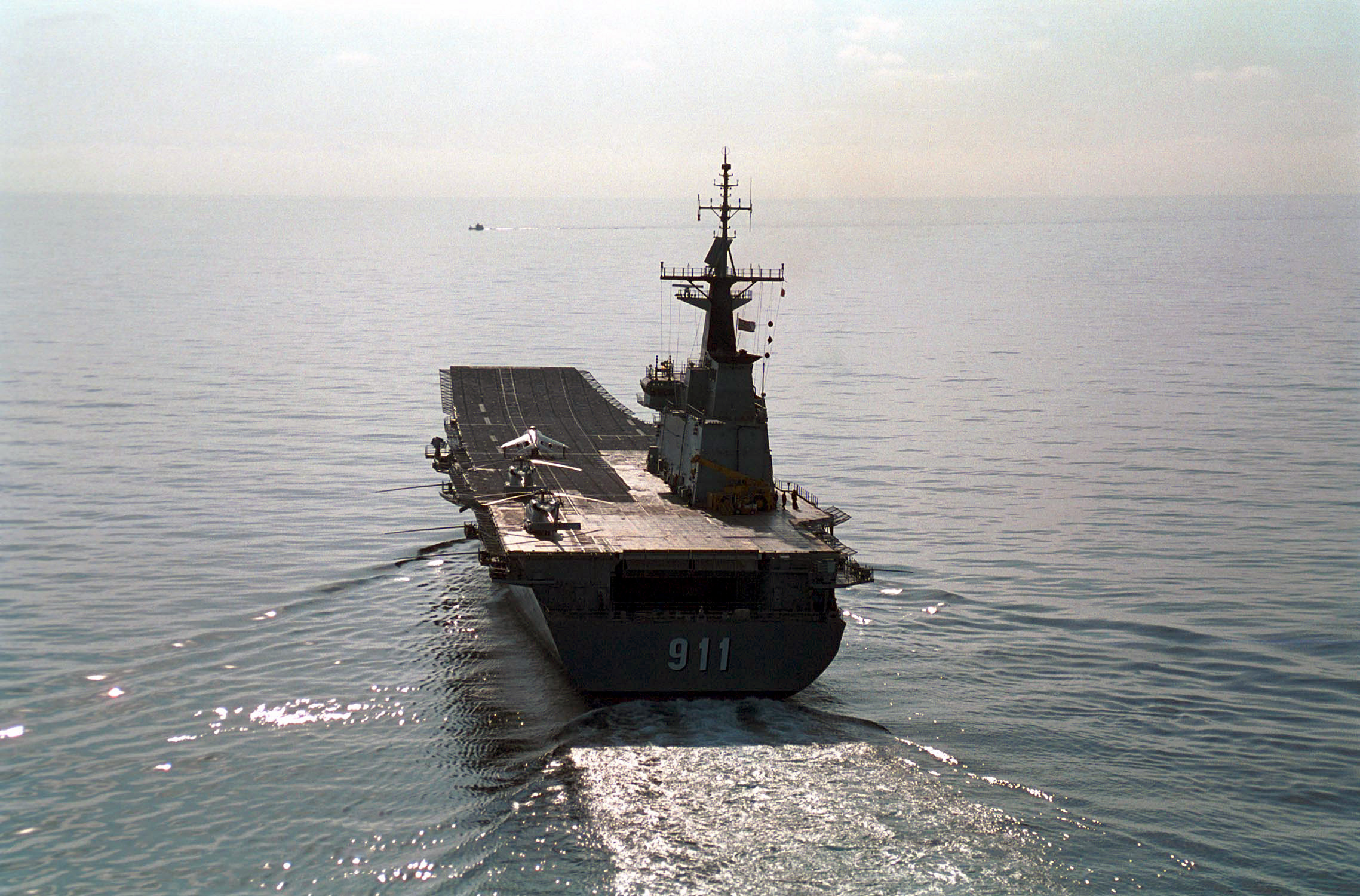
HTMS Chakri Naruebet

| Název                | Status  |
| -------------------- | ------- |
| HTMS Chakri Naruebet | aktivní |

## Turecké námořnictvo

### Turecké vrtulníkové výsadkové lodě

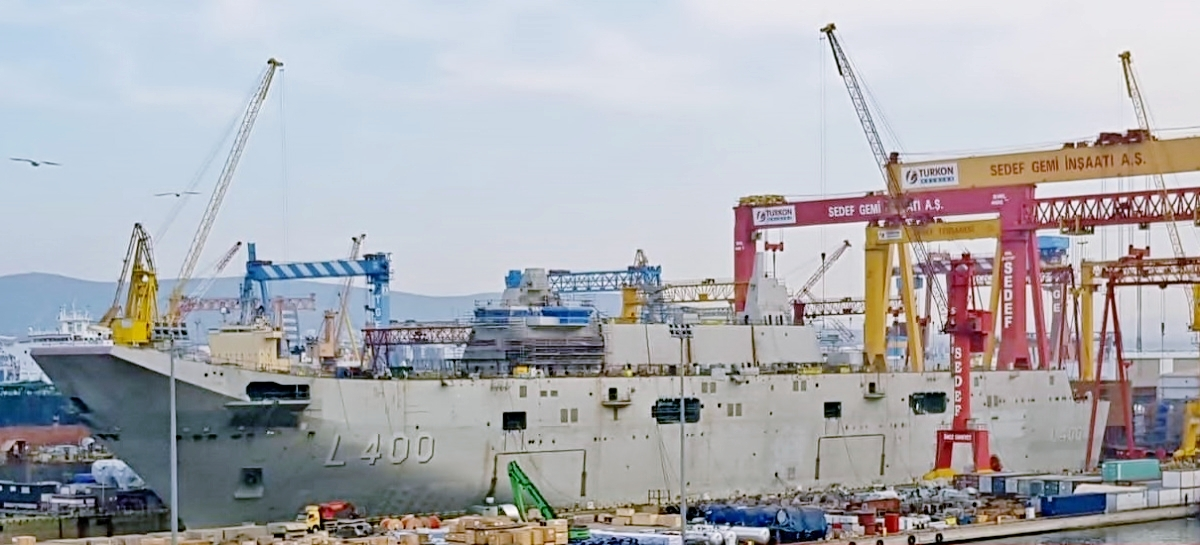
TCG Anadolu (L400)

| Název              | Status  |
| ------------------ | ------- |
| TCG Anadolu (L400) | zkoušky |